# Гедмыш (водопад)
Гедмыш (кабард.-черк. Джэдмышх — «трава, не поедаемая курами (фазанами)») — водопад в Зольском районе Кабардино-Балкарской Республики, Россия.

## Описание
Расположен в долине правого притока реки Гедмыш. Ближайший населённый пункт — посёлок Хабаз. К водопаду ведёт грунтовая дорога, доступная для автомобиля повышенной проходимости. Финальный подъём к каскаду часто бывает сильно размыт и обычно преодолевается пешком. Расположен на высоте около 1480 метров над уровнем моря. Высота падения воды составляет около 60 метров.
Источником воды для Гедмыша служит родник, бьющий из-под земли в ста метрах выше. Федеральной целевой программой «ЮГ России (2008—2013 годы)» было предусмотрено строительство Зольского группового водопровода для обеспечения питьевой водой сельских поселений района. При этом предполагался забор воды из источника водопадов, что может привести к их полному исчезновению.
По преданию местных жителей, название «Гедмышх» произошло от фамилии древнего рода, проживавшего в ущелье.

## Галерея

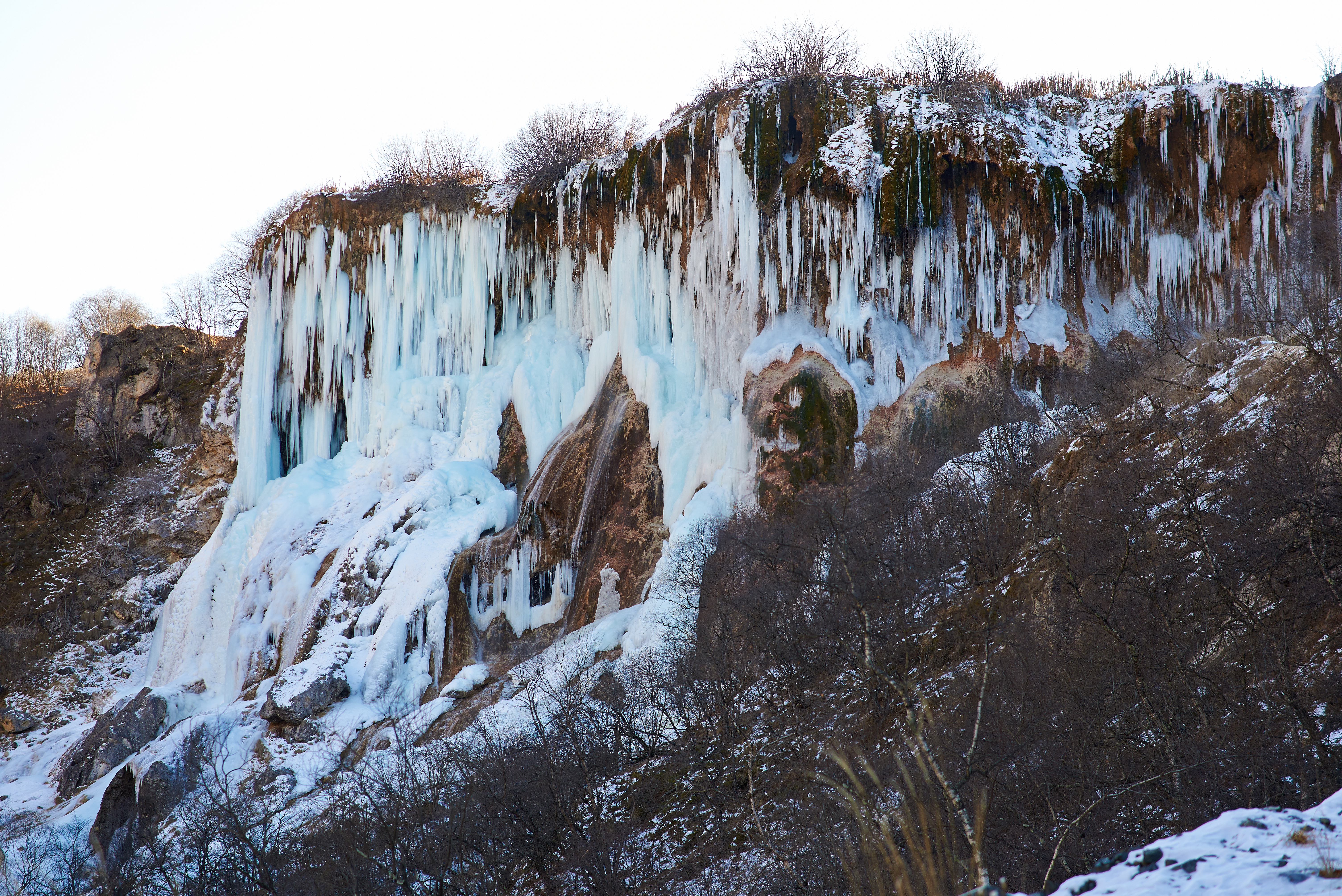
Водопады Гедмыш зимой
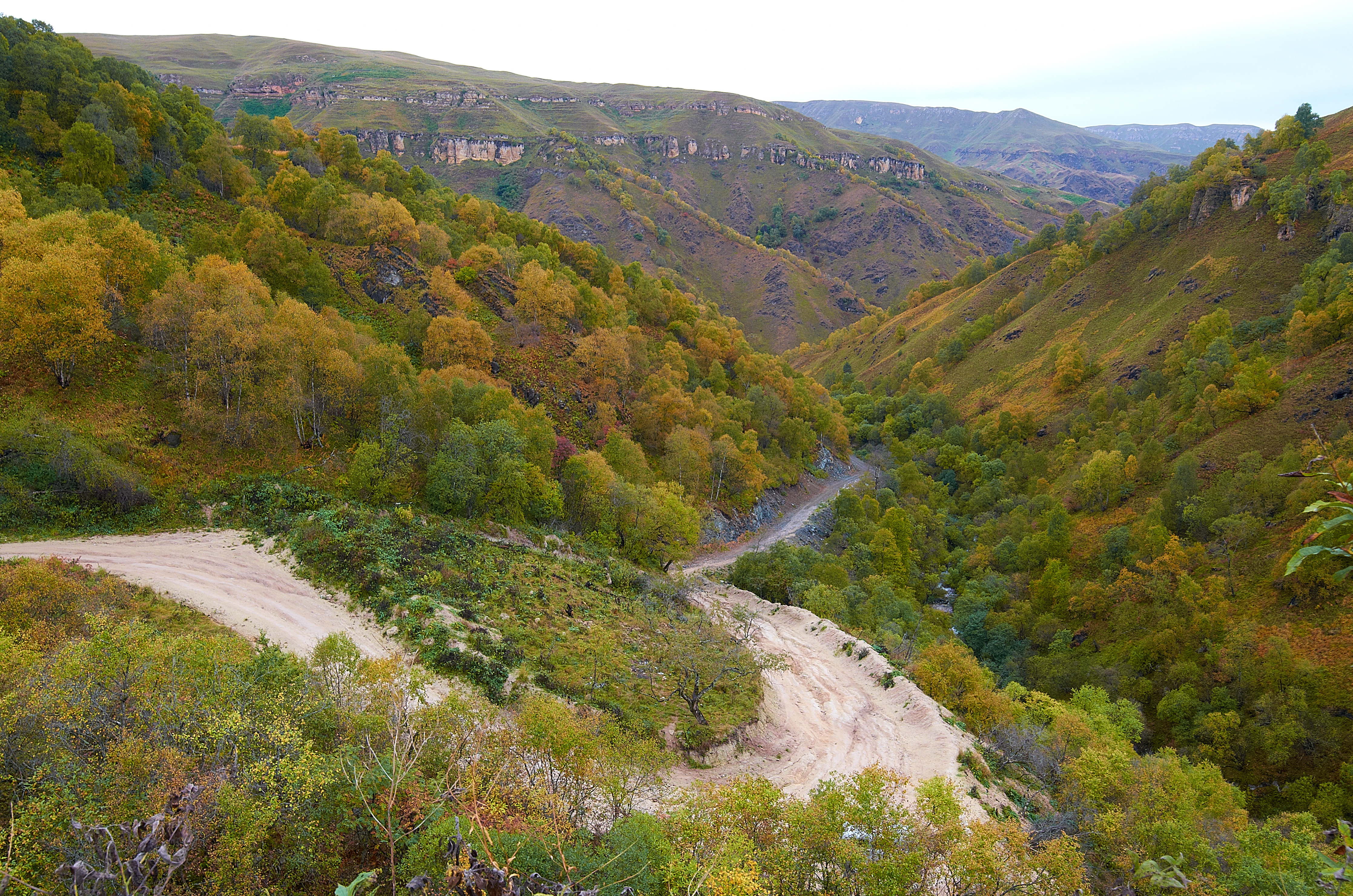
Дорога к водопадам Гедмыш
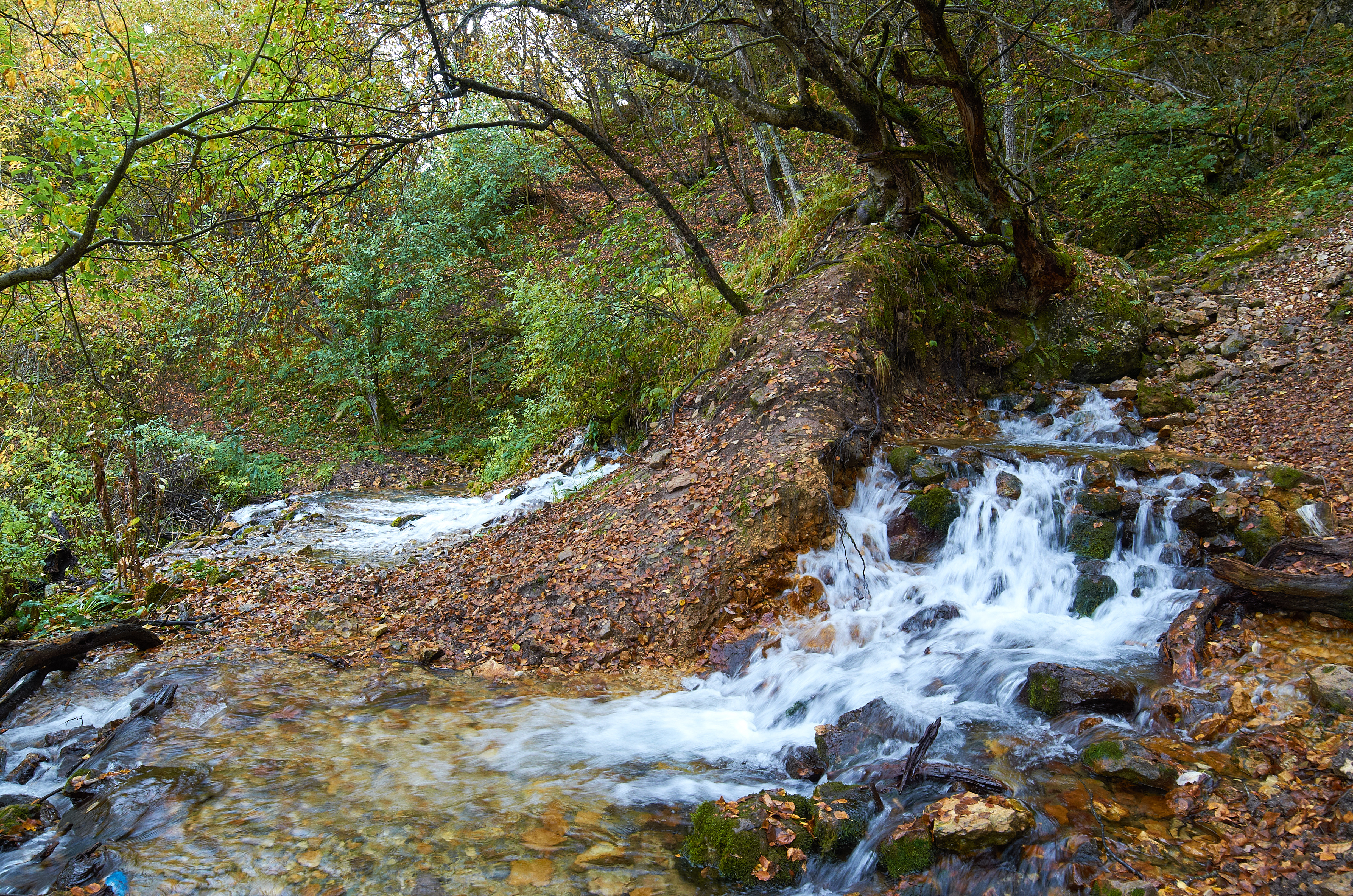
Источник водопадов Гедмыш